# Veneno de Cobra
Veneno de Cobra (em inglês:  We're No Angels) é um filme de 1955 do gênero Comédia (Natalina), dirigida por Michael Curtiz. É uma das raras comédias de Humphrey Bogart. O roteiro de Ranald MacDougall foi baseado em My Three Angels, de Samuel Spewack e Bella Spewack, por sua vez adaptada da peça de teatro francesa La Cuisine des Anges de Albert Husson. Em 1989 foi feita uma refilmagem com Robert De Niro, Sean Penn e Demi Moore (We're No Angels), com o conteúdo bastante alterado. Há também um filme japonês de 1993, realizado por Takashi Miike.

## Elenco

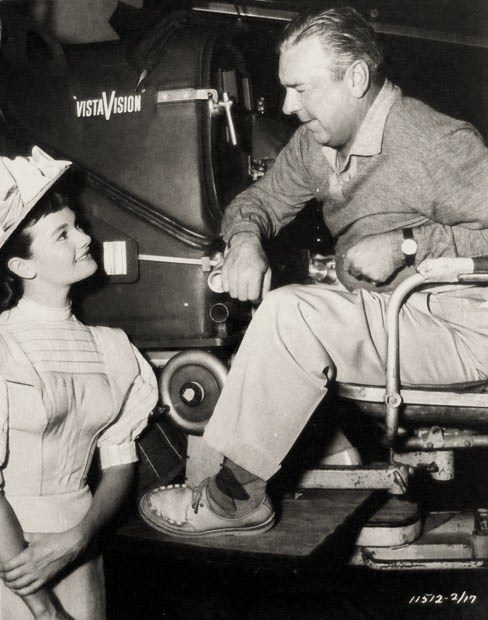
Gloria Talbott e o cinegrafista Loyal Griggs em foto publicitária

- Humphrey Bogart...Joseph
- Aldo Ray...Albert
- Peter Ustinov...Jules
- Joan Bennett...Amelie Ducotel
- Gloria Talbott...Isabelle Ducotel
- Basil Rathbone...André Trochard
- Leo G. Carroll...Félix Ducotel
- John Baer...Paul Trochard

## Sinopse
Três condenados - o falsário Joseph e os assassinos passionais Albert e Jules - acompanhados de sua víbora de estimação chamada Adolfe, escapam da prisão da Ilha do Diabo em 1895, na véspera do Natal. Chegam à cidade vizinha da colônia penal e se misturam aos outros condenados libertos em regime condicional, não despertando suspeitas. Eles vão para um armazém da família Ducotels - Félix, Amelie e a filha Isabelle - e se oferecem para trabalhar, mas com a intenção de roubá-los na primeira oportunidade e fugirem de navio. Mas à medida que ouvem as conversas e conhecem os problemas da família, acabam se simpatizando com eles e resolvem auxiliá-los, contando ainda com a substancial ajuda de Adolfe.